# أوغاريت

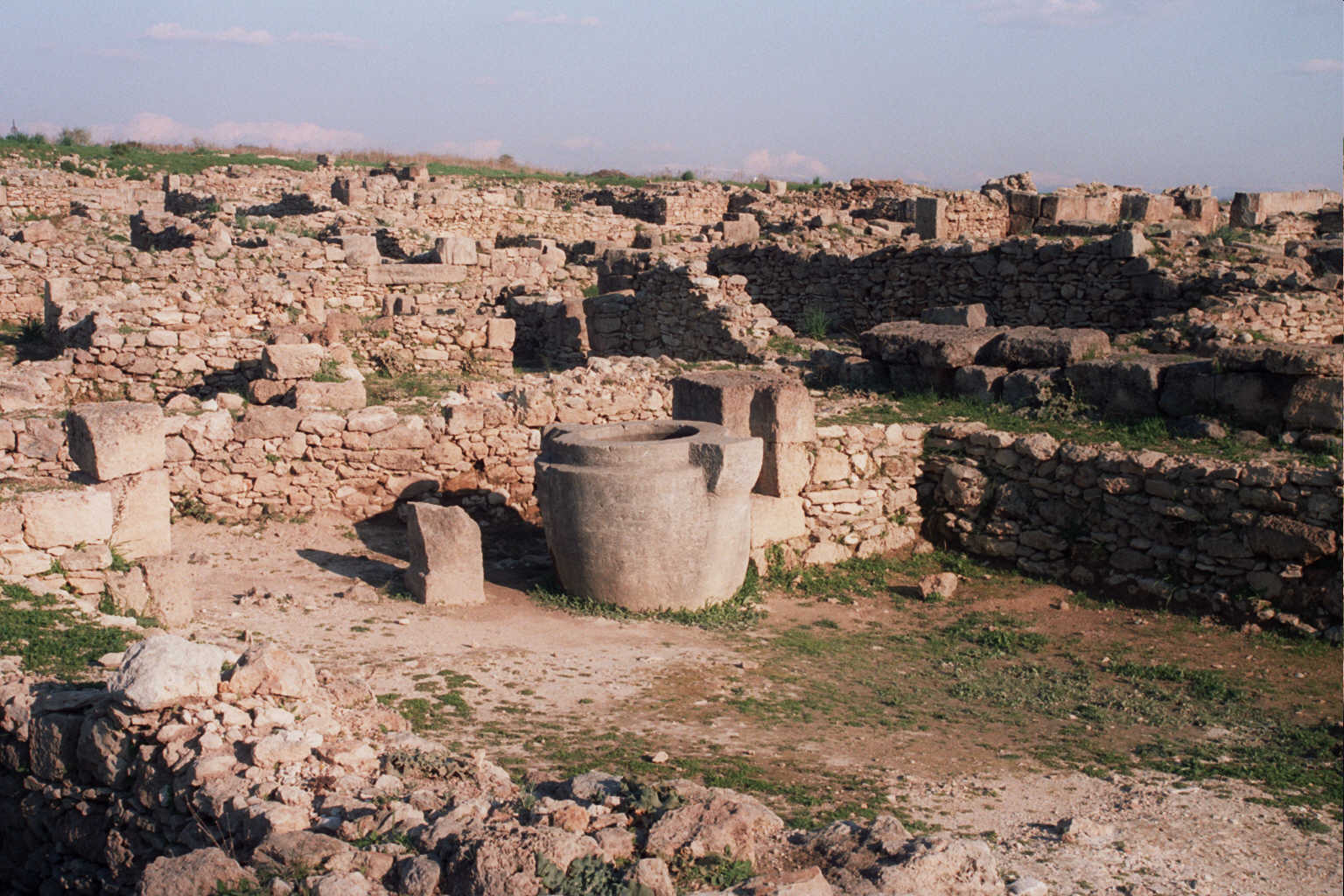
آثار من موقع رأس شمرة.

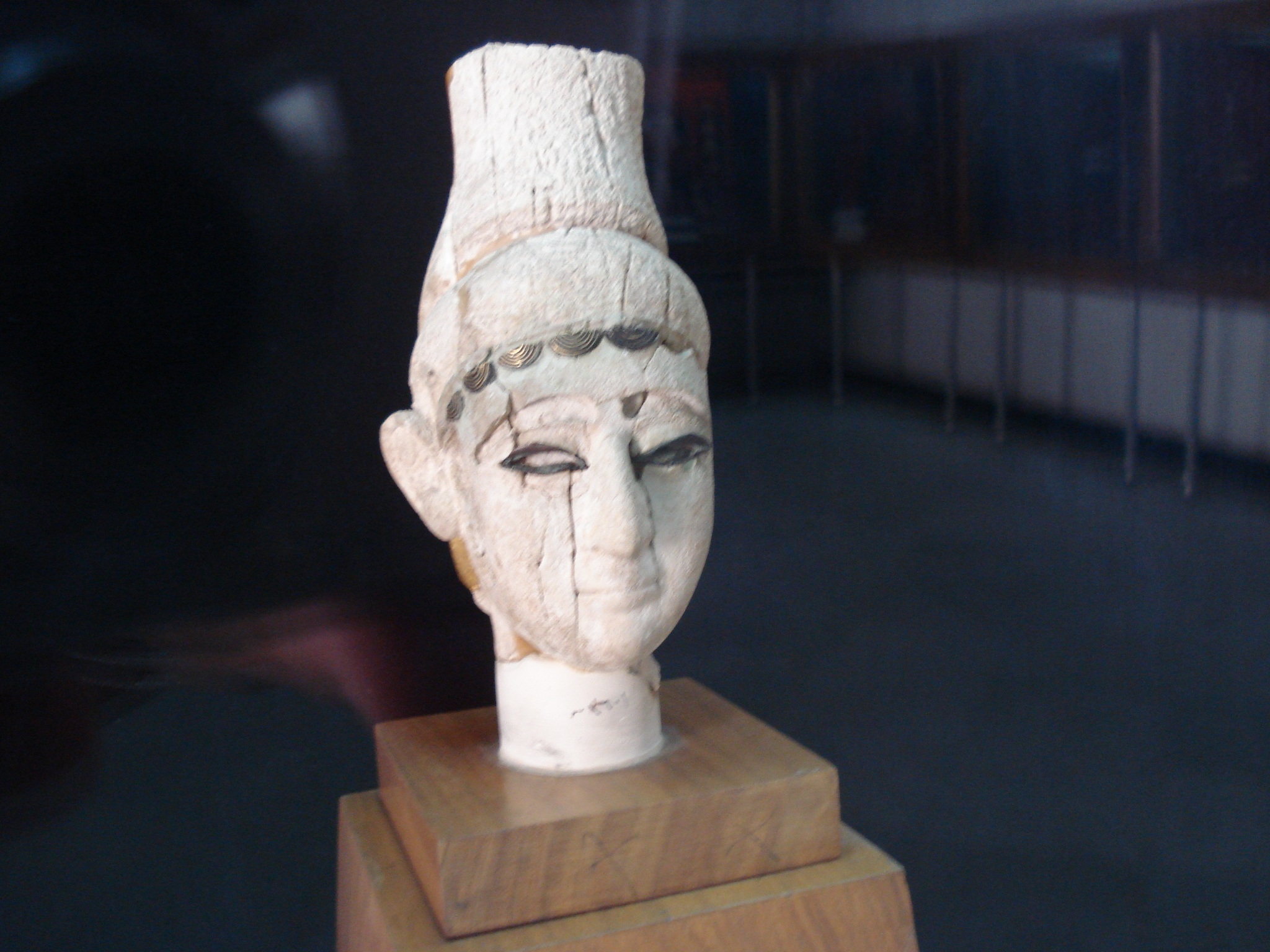
رأس تمثال أميرة أوغاريتية

أغاريت أو أوغاريت (بالأوغاريتية: 𐎜𐎂𐎗𐎚) هي مملكة قديمة في سوريا كشفت أنقاضها في تل أثري يدعى رأس شمرا وكذلك في رأس ابن هاني تتبع محافظة اللاذقية وتقع على مسافة 12 كم إلى الشمال من مدينة اللاذقية على ساحل البحر الأبيض المتوسط.

## التسمية
تم الاستناد على رقيم اكتشف في إبلا { مملكة ايبلا } ، لمعرفة اسم المملكة وهي أُغارو التي معناها «الحقل» باللغة الأكدية.

## أوغاريت والتاريخ
أوغاريت مدينة أثرية قديمة وقد بينت الحفريات والأسبار الأثرية أن موقع رأس شمرا يشمل على حوالي 20 سوية أثرية (استيطان) تعود حتى العام 7500 ق.م. إلا أنه مع حلول الألف الثاني قبل الميلاد تضخم الاستيطان في الموقع لتتشكل ما عرف باسم أوغاريت هذا الاسم الذي كان معروفًا قبل اكتشافها - صدفة في العام 1928م - من خلال ذكرها في نصوص مملكة ماري، حيث تذكر النصوص زيارة الملك زميري ليم في العام 1765 ق.م لأوغاريت، ومن رقيم آخر عثر عليه أيضًا في وثائق ماري، وهو عبارة عن رسالة من ملك أوغاريت إلى ملك يمحاض بعاصمتها حلب، يرجوه فيها أن يطلب من ملك ماري (مملكة ماري على نهر الفرات في سوريا) أن يسمح له بزيارة قصر ماري الذي كان ذائع الصيت في ذلك الوقت، وإن دل هذا على حرص أوغاريت على إقامة علاقات طيبة مع ملك ماري فإنه يدل في نفس الوقت بأنه يحرص أن تكون هذه العلاقة عن طريق وبمعرفة ملك يمحاض القوي في حلب. وكذلك ورد ذكر أوغاريت في النصوص الحثية المكتشفة في الأناضول وسورية ورسائل تل العمارنة المكتشفة في مصر. وتبين من الحفريات أن أوغاريت كانت عاصمة لمملكة بلغت مساحتها 5425 كم مربع تقريبًا في القرنين الخامس عشر والثاني عشر قبل الميلاد وهي فترة ازدهار المملكة.
يـُقدر عدد سكان مدينة أوغاريت في القرن الثالث عشر قبل الميلاد بـ 8000- 6000 نسمة وذلك اعتمادًا على بقايا البيوت العشرة آلاف المكتشفة فيها، أما سكان باقي المملكة فيقدرون بـ 50000 إلى 35000 نسمة، موزعين على 150-200 قرية ومزرعة تابعة للعاصمة. وتبين النصوص وجود سكان حوريين وحيثيين وقبارصة في العاصمة أوغاريت، كذلك بعض الجبيليين والأرواديين والصوريين والمصريين.
كما يشير عالم المصريات النمساوي مانفريد بيتاك (بالإنجليزية: Manfred Bietak) إلى أن الهكسوس في حوالي 1600 ق.م. كانوا على علاقة وثيقة مع الأوغاريتين وذلك من خلال ما بينته الحفريات في أوريس عاصمة الهكسوس، وقد أشارت العديد من المصادر القديمة إلى أوغاريت وحضارتها ومدى تقدم سكانها وازدهار الصناعة والتجارة مع حضارات البحر الأبيض المتوسط وكانت لأوغاريت أهمية تجارية كبيرة.

## أبجدية أوغاريت لغة وكتابة

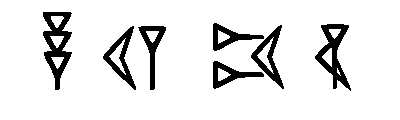
أحرف أوغاريتية

أبجدية أوغاريت هي أكمل أبجديات العالم القديم وأغناها وأكثرها شمولا تحتوي على 22 حرفا، وبسبب التقدم والازدهار الذي عاشته أوغاريت فقد كانت لغتهم من أهم اللغات قديمآ، وبجانب لغتهم الأساسية استخدم سكان أوگاريت لغات عديدة ووضعوا لذلك قواميس متعددة اللغات، ولكن اللغة الرئيسية التي اكتـُشفت في رسائلهم هي لغة سامية خاصة بهم تسمى بـ«اللغة الأوغاريتية». وبجانب اللغة الأوغاريتية كانت هناك في المملكة لغات أخرى مستخدمة مثل اللغة الأكادية التي استخدمها سكان المملكة في تعاملاتهم مع بعض المناطق، كما كانت العادة في جميع أنحاء الشرق الأوسط في ذلك الحين. أثار تحليل اللغة الأوغاريتية الخلاف بين اللغويين إذ لا تنتمي إلى أية مجموعة من مجموعات اللغات السامية التي كانت معروفة قبل اكتشاف أوغاريت فقد كانت لغة وأبجدية جديدة، وتلائم في الكثير من مميزاتها اللغات المصنفة ضمن الفرع الشمالي الغربي للغات السامية «لغات كنعانية» ولكن بعض مميزاتها تلائم فروعاً أخرى من تصنيف هذه اللغات. وقد اكتشفت في أطلال أوغاريت نصوص بلغات أخرى، منها لغات غير سامية شاعت في هذه المناطق من سوريا مثل الحورية، والحثية، وأبجدية أوغاريت أكمل وأقدم الأبجديات { حجر يضم أبجدية اوغاريت معروض في متحف دمشق الوطني>.تم اختراع هذه الكتابة لايجاد وسيلة سريعة لتسجيل ما يبعونة وما يشترونه في سجلاتهم

## الحضارة والتجارة والمجتمع

تمثال أغاريتي

### الحضارة
تحتل أوغاريت موقعا متقدما على خارطة الحضارات القديمة في الشرق للأهمية التي تتمتع بها وما تم الكشف عنه من آثار لمدينه جيدة التخطيط والمباني ومدى تقدم العلوم فيها والصناعة والتجارة، وكشفت الحفريات في العاصمة أوغاريت العديد من الطرقات المرصوفة، والدور والأبنية الجميلة للسكن والمباني الإدارية والحكومية، ومكتبة فخمة في القصر الملكي، الذي يعتبر من أفخم القصور في الشرق القديم، بمساحة قدرت بـ 10000 متر مربع طليت بعض أجزاؤه بالفضة، ويدافع عنه برج ضخم ذو جدران كثيفة، كما كشفت أعمال التنقيب (للعام 1975 م) في رأس ابن هاني، على بعد خمسة كيلومترات إلى الجنوب الغربي من مدينة أوغاريت تم الكشف عن قصرين ملكين، في شمال وجنوب الموقع، وكذلك مجموعة من المدافن والقبور في الجهة الجنوبية، وعلى خلفية الأرشيف الكتابي الكبير الذي وجد في القصر الشمالي والذي يؤرخ في عهد الملك اميشتامارو الثاني (1260- 1235 ق.م) يرجح كونه مقرّ الحكم الملكي (البلاط الملكي) الثاني لملك أوغاريت.

### التجارة والصناعة
كانت أوگاريت أو أوغاريت مركز تجاري هام بين منطقة الأناضول ومن خلفها مناطق اليونان في الشمال والغرب ووسط أوروبا، ومناطق سوريا الداخلية وشرق الهلال الخصيب في الشرق وكذلك مصر في الجنوب وشواطيء المتوسط، فكانت مدينة تجارية بامتياز ولها سمعتها وقوتها ومكانتها التجارية في العالم القديم، واشتهرت أوغاريت بالصناعة فكانت مركز إنتاج وبيع الأخشاب وصناعة المعادن والأواني المشغولة بحرفية ودقة عالية والمنسوجات والأقمشة والأصبغة المستخلصة من صدف (بالإنجليزية: Hexaplex trunculus) (الأرجوان)، وكذلك من الجانب الزراعي فقد عرف عن مملكة أوغاريت غناها بالمنتجات الزراعية مثل - الزيتون وصناعة وعصر كزيت الزيتون والقمح والشعير وبعض المنتجات الزراعية التي كانت تصدرها للخارج. أو عن طريق ميناء أوغاريت حيث كان مرفأها - وهو منطقة المينا البيضا حاليًا في اللاذقية - كان مركزًا مهمًا للتجارة يعج بالسفن وبالبضائع من جميع الأنواع. وقد امتدح الشاعر اليوناني هوميروس في إلياذته الصناعات والأواني التي تصنع في أوغاريت، فقال: «لا توجد آنية أخرى تنافسها في جمالها».

### الديانة والمعتقدات
المعتقدات في أوغاريت والديانة الأوغاريتية هي امتداد للديانة الكنعانية في سورية كما تبين الأساطير الميثولوجية الواردة في النصوص الدينية والملاحم ونصوص الشعائر والعبادات، وكذلك تدل المعابد في المدينة عن المعتقدات والعبادات السائدة انذاك وهناك عدة معابد أهمها معبدين على الأكروبول (مرتفع المدينة)، بينهما بيت الكاهن الأكبر، معبد الإله إل (ءل - ءيل - إيل)، (بيت إيل) وربما معبد الإله دجن (داجان، داجون) معه، في الجهة الجنوبية الشرقية والذي يرجح تاريخ بناؤه بـ 2000 ق.م، ومعبد الإله بعل (بيت بعل) في الجهة الشمالية الغربية وهو أحدث في حوالي 1400 ق.م وكان للمعتقدات طقوسها وشعائرها.
أدت مجموعة عوامل على رأسها مهاجمة «شعوب البحر» لمنطقة الساحل السوري الكنعاني إلى توقف الحياة في أوگاريت في العام 1185 قبل الميلاد تقريبًا.

### الموسيقى والآلات الموسيقية
ظهرت أول مدونة عرفتها البشرية في رأس شمرا قبل 3500 عام.

## ملوك وحكام أوغاريت
أسماء بعض حكام أوغاريت في الفترة التي سبقت دمارها، بالأعوام التقريبية:-
- - يقار بن نقم اد مؤسس أسرة أغاريت الملكية
  - أبيران 1400ثقاذدال5 ق.م
  - أبيران الثاني 1235- 1220 ق.م
  - نقم اد الثالث 1220- 1215 ق.م

## اقرأ أيضا
- ملحمة أقهات الأوغاريتية
- قصر أوغاريت الملكي
- قائمة المدن التاريخية في سورية